# Adam Johnson (fotbollsspelare)
Adam Johnson, född 14 juli 1987 i Sunderland, är en engelsk fotbollsspelare som senast spelade för Sunderland AFC, innan kontraktet bröts 2016 efter att Johnson erkänt sig skyldig till sexualbrott.
Adam Johnson började sin karriär i Middlesbrough FC:s ungdomslag. Han gjorde sin debut när han var 17 år gammal, och spelade totalt 119 matcher i Middlesbrough. Han spelade även som utlånad till lagen Leeds City och Watford. 
I februari 2010 såldes Adam Johnson till Manchester City. Under sina två år i den klubben vann han FA-cupen samt Premier League.
2012 såldes Johnson till Sunderland för 10 miljoner pund. I mars 2015 greps han för sexuellt umgänge med en 15-årig flicka och gromning-brott. Han fortsatte spela för Sunderland samtidigt som han nekade till alla anklagelser. Den 10 februari 2016 erkände Johnson sig skyldig till två av fyra åtalspunkter. Dagen därpå bröt Sunderland kontraktet med spelaren.